# آماناتو
آماناتّو (به ژاپنی: 甘納豆 Amanattō) یکی از انواع واگاشی (شیرینی ژاپنی) است.